# Germaine de Randamie
Germaine de Randamie, född 24 april 1984 i Utrecht, är en nederländsk MMA-utövare som sedan 2013 tävlar i organisationen Ultimate Fighting Championship där hon mellan februari 2017 och juni 2017 var mästare i fjädervikt, en titel hon fråntogs då hon vägrade försvara den mot Cris Cyborg.
de Randamie har även tävlat i kickboxning/thaiboxning på absolut världsnivå. Hon är mångfaldig Europa- och världsmästare och har ett perfekt facit om 46 vinster mot 0 förluster, varav 30 vinster via KO. Inom muay thai specifikt är hennes facit 37-0 med 14 KO. Ett rekord som ännu 2019 står sig som världens längsta obesegrade svit inom kvinnlig thaiboxning.